# فيرست (كانديرستيغ)
فيرست (بالإنجليزية: First (Kandersteg))‏ هو أحد جبال سلسلة جبال الألب البرنية وجزء من القمة الأم شيلين لونر يقع في كانتون برن، سويسرا. يبلغ ارتفاع الجبل حوالي 2548 متر، بينما يبلغ ارتفاع نتوء الجبل 137 متر.